# 草醤
草醤（くさびしお）は、醤(ひしお)の一種。野菜や野草を塩などに漬け込んだ保存食品を指す。(→漬物) 

## 草醤の種類
草醤は一般的に野菜の保存食であり、現代で言う「漬物」に相当する。
素材としては、「瓜・茄子・蕪・大根・独活・蘭（アララギ）などのほか，桃(スモモ)・梅・杏」(梅酢など果実酢の原料)などが使われた。
また、中国雲南省山間部では、伝統的に野菜やタケノコを煮込んだものに麹を加えて発酵させることで、液体調味料(竹醤)を作る。